# Комбинационна логическа схема
Комбинационната логическа схема е вид електронна схема в цифровата електроника. Тя представлява съвкупност от входове, в които постъпват двоични сигнали и свързани помежду си логически елементи, които осъществяват проебразуването на входните сигнали в изходни. Комбинационните логически схеми се характеризират със следните особености:
- не съдържат памет, тоест изходните сигнали зависят само от входните и не зависят от предишното състояние на схемата;
- не може да има затворена верига, по която сигнал от i-тия елемент, преминавайки през няколко други логически елемента, да постъпва на входа на i-тия елемент;
- при тях се извършва последователно преобразуване на входните сигнали в междинни, а междинните – в изходни, т.е. последователно многостъпално преобразуване.

Комбинационните логически схеми могат да бъдат: Шифратори, Дешифратори, Мултиплексори, Демултиплексори, Преобразуватели на код, Преобразуватели на светлина, Цифрови компаратори, Суматори и др.
При комбинационните логически схеми състоянията на изходите зависят само от текущото състояние на техните входове. За разлика от последователните схеми, комбинационните логически схеми не съдържат елементи на памет и могат да бъдат изградени само с помощта на логически вентили. Изходните променливи Yo еднозначно се определят от стойностите на входните променливи Xi.
Връзката между входните и изходните променливи в комбинационните схеми се задава с помощта на таблици или булеви функции. Най-често срещаните и използвани в практиката комбинационни логически схеми са реализирани в интегрално изпълнение, но за много практически случаи, те трябва да се съставят с логически елементи или с използването на интегрални комбинационни схеми.